# یاسین متوکل
یاسین متوکل (عربی: ياسين المتوكل؛ زادهٔ ۱۸ ژوئیهٔ ۱۹۸۶) بازیکن فوتبال اهل فرانسه است.
از باشگاه‌هایی که در آن بازی کرده‌است می‌توان به باشگاه فوتبال چارلتون اتلتیک، باشگاه فوتبال هیز و یدینگ یونایتد، باشگاه فوتبال پورتسموث، و باشگاه فوتبال مادرول اشاره کرد.
وی همچنین در تیم ملی فوتبال زیر ۲۱ سال فرانسه بازی کرده‌است.